# Thesium psilotoides
Thesium psilotoides är en sandelträdsväxtart som beskrevs av Henry Fletcher Hance. Thesium psilotoides ingår i släktet spindelörter, och familjen sandelträdsväxter. Inga underarter finns listade i Catalogue of Life.